# زیردریایی آی-۴۰۱
زیردریایی آی-۴۰۱ (به انگلیسی: Japanese submarine I-401) یک زیردریایی بود که طول آن ۱۲۲ متر (۴۰۰ فوت) بود. این زیردریایی در سال ۱۹۴۵ ساخته شد.